# 2007年体育
2007年重要國際體育賽事包括：
- 第二十三屆冬季大學生運動會：1月17日至1月27日於義大利都靈舉行。
- 2007年亞洲冬季運動會：1月28日至2月4日於中國長春舉行。
- 歐洲小國運動會：6月4日至6月10日在摩納哥舉行
- 非洲運動會：7月11日至7月23日於阿爾及利亞舉行。
- 2007年泛美運動會：7月23日至7月29日在巴西舉行。
- 第十七屆亞洲田徑錦標賽：7月25日至7月29日在約旦舉行。
- 2007年世界輪椅暨截肢者運動會
- 2007年亞洲短道競速滑冰錦標賽

## 大事記

### 1月至3月
- 1月11日－足球 — 英格蘭球星贝克汉姆拒與皇家馬德里續約，決定加盟美國球會洛杉磯銀河簽約五年。
- 1月28日－網球 — 費達拿於澳洲網球公開賽男子單打決賽，總局數三比零擊敗智利球手費爾南多·岡薩雷斯四年內第三度奪標。
- 1月28日至2月4日－2007年亞洲冬季運動會在中國長春舉行。
- 2月4日－美式橄欖球 - 印第安那小馬在邁阿密舉行超級盃中以比數29比17擊敗芝加哥熊，自1970年後第二度奪得冠軍[1]。
- 2月18日－籃球 - 在美國内华达州拉斯维加斯舉行的NBA全明星賽，西岸明星隊以153分比132分擊敗東岸明星隊[2]。
- 3月17日至4月1日——第十二屆世界游泳錦標賽在澳洲墨爾本舉行。
- 3月11日－羽毛球-全英羽毛球公開賽中國包辦五個單項比賽中的四項冠軍。
- 3月24日－自行車─2007年國際自由車環台賽台北市政府站，因「主集團遭到五人領先集團超越一圈以上」，比賽提前結束，是國際自由車環台賽舉辦以來，第一次發生的狀況。
- 3月25日－馬拉松─家樂福台北國道馬拉松半程馬拉松比賽傳出選手在比賽途中因休克而不幸死亡之意外，是台北國道馬拉松舉辦以來，第二起選手死亡案例。
- 3月31日－游泳—美國泳手菲比斯在2007年世界游泳錦標賽創出奪得七面金牌兼打破五項世界紀錄的佳績。

### 4月至6月
- 4月21日－足球 — 里昂因聯賽次名圖盧茲二比三不敵雷恩，提前六輪聯賽慶祝球會連續第六年奪得聯賽冠軍，亦是歐洲五大聯賽[3]歷史上首支聯賽六連冠隊伍[4]。
- 4月22日
  - 足球 — 些路迪以二比一擊敗基爾馬諾克成功衛冕蘇格蘭超級足球聯賽冠軍。
  - 足球 — 國際米蘭提前五輪奪得意大利甲組足球聯賽冠軍。[5]
- 4月29日－足球 — PSV燕豪芬在荷甲聯賽最後一周前位列第三，但隨聯賽前列球隊阿積士及阿爾克馬爾反壓對手成功衛冕冠軍。
- 5月6日－足球 — 曼聯因聯賽次名車路士被阿仙奴迫和一比一，令前者提前二輪聯賽慶祝球會繼2003年再次奪得英格蘭超級聯賽冠軍。[6]。
- 5月9日－足球 — 南特於法甲聯賽以一比二不敵馬賽後，正式宣佈44年來首次降落法國乙組聯賽。[7]
- 5月16日－中華職棒 —興農牛隊迎戰La New熊隊的比賽中，由La New熊隊的林聖凱和興農牛隊總教練黃忠義締造史上第二次雙代打滿貫砲。
- 5月16日－足球 — 在蘇格蘭格拉斯哥舉行的歐洲足協盃決賽，塞维利亚與愛斯賓奴在法定時間打成二比二平手，前者於十二碼階段以三比一擊敗後者成功衛冕[8] [9]。
- 5月19日
  - 足球 — 史特加奪得德國甲組足球聯賽冠軍。
  - 足球 — 效力AC米蘭長達二十三年的守將哥斯達古達，以隊長身份最後一場代表球隊於聯賽上陣，更在比賽中罰進一粒點球[10]。
- 5月20日－足球 — 前巴西國家隊前鋒羅馬里奧在巴甲聯賽對拉菲斯體育會時射入其個人職業生涯第1,000個入球[11]
- 5月23日－足球 — 在希臘雅典舉行的歐洲冠軍聯賽決賽，AC米蘭以二比一擊敗利物浦第七度奪標。[12]
- 5月27日
  - 足球 — 離隊接近一年的碧咸被英格蘭召回國家隊，是德國世界盃後首次再度成為國家隊一員[13]。
  - 乒乓球 — 於克羅地亞舉行的世界錦標賽完滿結束，中國包辦所有小項的冠軍。
- 6月6日至6月24日－美洲金盃於美國舉行。
- 6月10日－網球 — 西班牙球手拿度總比數3比1擊敗費達拿連續第三年奪得法國網球公開賽冠軍[14]。
- 6月10日至6月23日－歐洲21歲以下青年足球錦標賽於荷蘭舉行。
- 6月14日－籃球 — 圣安东尼奥马刺以4:0总比分战胜克利夫兰骑士，夺得2007年NBA总决赛冠军。马刺队法国球员托尼·帕克获最有价值球员称号[15]。
- 6月17日－足球 — 西甲煞科戰中，縱然巴塞隆拿以4:1大勝，但同時作戰的皇家馬德里由於以3:1戰勝，故成為從奪闊別4年的聯賽錦標。
- 6月17日－羽毛球— 中國隊以3-0擊敗印尼隊，成功衛冕蘇迪曼杯的冠軍。[16]。
- 6月19日
  - F1 — 迈凯伦車手咸姆頓於美國站賽事中以1小時31分9秒965的成績繼加拿大站後再次封皇，是首位締造連勝紀錄的黑人車手[17]。
  - 游泳 — 美國運動員凯特-齐格勒創出了新的女子1500米自由游的世界紀錄，成績為15分42秒54[18]。
- 6月26日至7月15日－美洲國家盃於委內瑞拉舉行。
- 6月28日－棒球 — 藍鳥隊球員法蘭克·湯瑪斯擊出生涯第500支全壘打。
- 6月30日至7月22日－世界青年足球錦標賽於加拿大舉行。

### 7月至9月
- 7月1日－足球— 在中国香港举行的回归杯足球比赛中，中国联队以2：0战胜世界明星联队。
- 7月27日－自行車— 基於環法單車賽的濫藥問晨頻生，國際奧委會有意於2016年奧運將自行車撤出比賽項目中[19]。
- 8月4日－棒球—艾力士·羅德里奎茲在面對堪薩斯市皇家隊的比賽中，從Kyle Davies手中打出第500支全壘打，這使他成為最年輕達成500支全壘打的球員（32歲又8天），也打破吉米·法克斯在1932年所創下的紀錄。
- 8月9日－運動會 — 於泰國曼谷舉行的世界大學生運動會中，中國的蔣秋艷在田徑項目的女子20公里競步小項以1小時35分22秒奪得當屆賽事的第一面金牌[20]。
- 8月10日－運動會 — 中華台北於跆拳道項目的女子67公斤級小項中擊敗土耳其對手，奪得在本屆世界大學生運動會的第一面金牌[21]。
- 8月23日－棒球—德州游騎兵隊在巴爾的摩金鶯主場的比賽，以30:3贏球，成為大聯盟史上，第9支單場得到30分的球隊，也是大聯盟這110年以來單場得分的最高紀錄。此役，遊騎兵隊一共擊出29支安打，其中包括6發全壘打，而Travis Metcalf（英语：Travis Metcalf）也揮出單場2支滿貫全壘打的紀錄。
- 8月27日－網球 — 於美國網球公開賽首圈中擊敗對手的瑞士網球手費達拿創出連續188星期高居世界排名第一的紀錄，成為現時最長時期取得世界排名第一的網球運動員。
- 8月28日－足球 — 维哥塞尔塔中場、西班牙國腳佩雅達在對赫塔费昏迷第三天後於醫院逝世，享年22歲[22]。
- 9月13日 － 運動會 － 2007年世界輪椅暨截肢者運動會在台北縣立板橋體育場展開。德國鉛球好手馬斯特，在男子F40級比賽中的第五擲飆出10公尺46公分佳績，打破10公尺22公分的世界紀錄。2004年雅典殘障奧運第四名的拉脫維亞鉛球國手阿比里斯，在男子F52級比賽中的最後一擲，以9公尺42公分刷新9公尺34公分的世界紀錄。[23]
- 9月20日－棒球—統一獅隊在台南棒球場以15:3大勝兄弟象隊，成為中華職棒第一支達到第900勝的球隊，剛好也是在台南棒球場第300勝。洋將布雷擊出第30發全壘打，成為單季最快30轟的打者。
- 9月23日－羽球—台灣選手程文欣和簡毓瑾在YONEX台北羽球公開賽中擊退印尼組合莉莉安娜、薇塔，以21：15、17：21、21：18拿下女雙冠軍。[24]

### 10月至12月
- 10月26日至11月3日——2007年亞洲室內運動會在澳門舉行。
- 10月28日——統一獅以4勝3敗擊敗La New熊，成為中華職棒18年總冠軍。
- 11月1日——中日龍隊在日本職棒總冠軍戰第5戰以1：0獲勝而以4勝1敗封王，並演出總冠軍戰史上首見的「完全比賽」，這也是中日繼1954年之後首度封王。
- 11月23日——2007年世界盃棒球賽、2007年亞洲棒球錦標賽在台灣舉行。

## 各項體育比賽
體育展覽
- 3月24日─3月27日：第二十屆台北國際自行車展覽會，台灣台北市。
- 4月9日─4月12日：第三十四屆台北國際體育用品展覽會，台灣台北市。

综合性体育赛事
- 7月13日-7月29日：2007年泛美运动会，巴西里约热内卢
- 8月8日-8月18日：2007年夏季世界大学生运动会，泰国曼谷
- 8月24日-9月2日：2007年世界田径锦标赛，日本大阪
- 12月16日：ING第十一屆台北國際馬拉松比賽，台灣台北市。

花样滑冰
- 1月22日-1月28日：欧洲花样滑冰锦标赛，波兰华沙
- 3月19日-3月25日：世界花样滑冰锦标赛，日本东京

橄榄球
- 9月7日-10月20日：2007年世界盃欖球賽，法國
- 11月25日：第九十五届格雷杯橄榄球赛，加拿大安大略省多伦多

足球
- 6月26日-7月15日：2007年美洲國家盃，委內瑞拉
- 7月1日-7月22日：2007年世界青年足球錦標賽，加拿大
- 7月7日-7月29日：2007年亚洲杯足球赛，印度尼西亚、马来西亚、泰国和越南
- 8月18日-9月9日：2007年世界少年足球錦標賽，韓國
- 9月10日-9月30日：2007年女子世界盃足球賽，中國

高尔夫
- 4月7日-4月10日：高尔夫大师巡回赛，美国缅因州奥古斯塔
- 6月14日-6月17日：美国高尔夫公开赛，美国宾夕法尼亚州奥克蒙特
- 7月19日-7月22日：高尔夫公开锦标赛，苏格兰卡诺斯蒂
- 8月9日-8月12日：美国职业高尔夫球协会锦标赛，美国俄克拉何马州塔尔萨

## 田徑
- 3月2日-3月4日：2007年欧洲室内田径锦标赛，英国伯明翰
- 7月25日至7月29日：第十七屆亞洲田徑錦標賽，在約旦舉行。
- 8月24日至9月2日：2007年世界田径锦标赛，日本大阪

## 板球
- 3月11日-4月28日：2007年板球世界杯，加勒比海地区，冠軍：澳洲。

## 手球
- 1月19日至2月4日：2007年世界男子手球錦標賽，德國，東道主德國奪冠。

## 冰球
- 1月24日：2007年NHL全明星赛，美国得克萨斯州达拉斯

## 網球

### 大滿貫賽事
| 大滿貫賽事         | 男單   | 男單                          | 男單     | 女單            | 女單        | 女單            |
| 大滿貫賽事         | 冠軍   | 比分                          | 亞軍     | 冠軍            | 比分        | 亞軍            |
| 澳大利亞網球公開賽 | 费德勒 | 7 - 6 6 - 4 6 - 4             | 冈萨雷斯 | 塞雷娜·威廉姆斯 | 6 - 1 6 - 2 | 玛丽亚·莎拉波娃 |
| 法國網球公開賽     | 拿度   | 6 - 3 4 - 6 6 - 3 6 - 4       | 费德勒   |                 | 6 - 1 6 - 2 | 伊萬諾維奇      |
|                    | 费德勒 | 7 - 6 4 - 6 7 - 6 2 - 6 6 - 2 | 拿度     |                 | 6 - 4 6 - 1 | 巴托莉          |
| 美国网球公开赛     | 费德勒 | 7 - 6 7 - 6 6 - 4             | 喬科維奇 |                 | 6 - 1 6 - 3 | 庫茲涅佐娃      |

### ATP網球巡迴賽
可參看ATP網球巡迴賽

## 棒球

### MLB
世界大賽：波士頓紅襪以4勝0負擊敗科羅拉多落磯。

### 中華職棒
台灣大賽：統一獅以4勝3負擊敗La New 熊。

### 日本職棒
日本大賽：中日龍以4勝1負擊敗北海道日本火腿鬥士。

### 世界盃棒球賽
冠軍：美國。

## 逝世

### 1月至3月
- 1月27日：杨传广，台湾田径运动员，1960年夏季奥运会男子十项全能银牌获得者。

### 10月至12月
- 阿部典史，日本知名摩托車賽車手，車禍，享年32歲[25]
- 夏伊，美國馬拉松長跑名將，享年28歲。[26]

## 資料來源
1. ↑  .   [2007-06-19]. （原始内容存档于2007-09-28）.
2. ↑  .   [2007-06-19]. （原始内容存档于2019-06-04）.
3. ↑  是指英格蘭、德國、西班牙、意大利及法國這五大高質素職業足球聯賽。
4. ↑  .   [2007-06-17]. （原始内容存档于2009-08-04）.
5. ↑  .   [2007-06-17]. （原始内容存档于2019-06-03）.
6. ↑  .   [2007-06-17]. （原始内容存档于2019-06-04）.
7. ↑  .   [2007-06-17]. （原始内容存档于2007-05-14）.
8. ↑  西維爾亦成為1986年的皇家馬德里後首支球隊連續奪得歐洲足協盃冠軍。
9. ↑  .   [2007-06-17]. （原始内容存档于2007-05-19）.
10. ↑  AC米蘭最終敗給2比3烏甸尼斯，這個入球是哥斯達古達1991-1992賽季以來的第一粒聯賽進球。
11. ↑  Romario celebrates '1,000th goal' （页面存档备份，存于） BBC體育，2007年5月21日。
12. ↑  .   [2007-06-17]. （原始内容存档于2007-05-26）.
13. ↑  .   [2007-06-17]. （原始内容存档于2012-07-10）.
14. ↑  3奪法網拿度無敵[永久]
15. ↑  .   [2007-06-18]. （原始内容存档于2007-09-13）.
16. ↑  .   [2007-06-18]. （原始内容存档于2008-07-26）.
17. ↑  美国站迈凯伦揽前二 汉密尔顿北美行两连冠[]
18. ↑  最老纪录更新 18岁美国姑娘创1500米新纪录[]
19. ↑  国际奥委会委员：奥运会恐取消自行车项目[]
20. ↑  首金虚惊 蒋秋艳夺世界大运会第一金侧记[]
21. ↑  .   [2011-12-23]. （原始内容存档于2009-11-25）.
22. ↑  .   [2007-08-28]. （原始内容存档于2019-06-03）.
23. ↑  .   [2007-09-13]. （原始内容存档于2012-07-28）.
24. ↑  http://udn.com/NEWS/SPORTS/SPO7/4025629.shtml%5B%5D
25. ↑  http://tw.news.yahoo.com/article/url/d/a/071008/1/ly4p.html%5B%5D
26. ↑  http://udn.com/NEWS/SPORTS/SPO7/4082303.shtml